# Алгона (Айова)
Алгона (англ. Algona) — місто (англ. city) в США, в окрузі Кошут штату Айова. Населення — 5487 осіб (2020).

## Географія
Алгона розташована за координатами 43°4′26″ пн. ш. 94°13′48″ зх. д. / 43.07389° пн. ш. 94.23000° зх. д. (43.073979, -94.229926).  За даними Бюро перепису населення США в 2010 році місто мало площу 11,67 км², з яких 11,63 км² — суходіл та 0,05 км² — водойми.

## Демографія
Згідно з переписом 2010 року, у місті мешкало 5560 осіб у 2499 домогосподарствах у складі 1495 родин. Густота населення становила 476 осіб/км².  Було 2711 помешкання (232/км²).
Расовий склад населення:
| - 97,2 % — білих - 0,7 % — азіатів - 0,5 % — чорних або афроамериканців - 0,1 % — корінних американців |

До двох чи більше рас належало 1,0 %. Частка іспаномовних становила 1,4 % від усіх жителів.
За віковим діапазоном населення розподілялося таким чином: 21,9 % — особи молодші 18 років, 53,8 % — особи у віці 18—64 років, 24,3 % — особи у віці 65 років та старші. Медіана віку мешканця становила 46,2 року. На 100 осіб жіночої статі у місті припадало 90,5 чоловіків;  на 100 жінок у віці від 18 років та старших — 88,1 чоловіків також старших 18 років.
Середній дохід на одне домашнє господарство  становив 57 627 доларів США (медіана — 50 512), а середній дохід на одну сім'ю — 70 043 долари (медіана — 63 727). Медіана доходів становила 48 021 долар для чоловіків та 34 071 долар для жінок. За межею бідності перебувало 7,4 % осіб, у тому числі 13,5 % дітей у віці до 18 років та 3,5 % осіб у віці 65 років та старших.
Цивільне працевлаштоване населення становило 2759 осіб. Основні галузі зайнятості: освіта, охорона здоров'я та соціальна допомога — 26,9 %, виробництво — 17,7 %, роздрібна торгівля — 10,7 %, сільське господарство, лісництво, риболовля — 8,5 %.